# Таймлесс. Рубиновая книга (книга)
«Та́ймлесс. Рубиновая книга» — первый роман из трилогии «Таймлесс» немецкой писательницы Керстин Гир, вышедший в 2009 году, переведённый на 50 языков и ставший бестселлером во многих странах. В 2012 году роман был выпущен в России издательством Робинс.

## Сюжет
Главная героиня романа, Гвендолин Шеферд, родившаяся в семье, где некоторые представители рождаются с особым даром — даром путешествия во времени, узнаёт, что обладает им вместо своей кузины Шарлотты. Этот факт полностью изменяет жизнь всей семьи: всё, к чему готовилась Шарлотта, предназначено не ей, а её неподготовленной кузине. Гвендолин сталкивается с тайнами и загадками и влюбляется в Гидеона де Виллера — в путешественника во времени из другой семьи — на первый взгляд такого же заносчивого, как и Шарлотта.

## Отзывы
В рецензии издания The New York Times роман охарактеризован как «одновременно захватывающий и спокойный,… больше нацеленный на девушек». Рецензент положительно отзывается о стиле написания и юморе Керстин Гир в книге, но главные персонажи названы обычными, клишированными героями подростковой литературы. В отзыве Publishers Weekly положительно оценено умение писательницы создавать своих героев и вести увлекательное повествование; также отмечена уникальная атмосфера книги. В отзыве от Kirkus Reviews также отмечен стиль повествования и юмор в книге.

## Экранизация
14 марта 2013 года вышел фильм по роману, режиссёром которого стал Феликс Фуксштайнер, главные роли исполнили Мария Эрих и Янис Нивёнер. Съемки следующей части романа («Таймлесс. Сапфировая книга») будут продолжаться с 7 октября 2013 до 7 августа 2014.